# Ideologický čtverec
Ideologický čtverec je pojem používaný v mediálních studiích k popsání polarizace zpravodajství dle ideologického hlediska ve prospěch kultury, která o něčem referuje. Pojem, který se skládá ze čtyř postupů, popsal v roce 2001 mediální teoretik Teun A. van Dijk.
1. zdůrazňování svých dobrých vlastností (činů);
2. zdůrazňování špatných vlastností (činů) protistrany;
3. marginalizace svých špatných vlastností (činů);
4. marginalizace dobrých vlastností (činů) protistrany.

Díky těmto čtyřem bodům je pro masová média možné zdůrazňovat pozitivní vnímání jedné strany a naopak zdůrazňovat negativní obraz strany opačné (například znázorňování menšin v komerčních médiích).